# ایلا آرون
ایلا آرون (انگلیسی: Ila Arun؛ زادهٔ ۱۵ مارس ۱۹۵۴) یک موسیقی‌دان اهل هند است.
از فیلم‌ها یا برنامه‌های تلویزیونی که وی در آن نقش داشته‌است می‌توان به جودها اکبر، جانور، آزار، نیمی از حقیقت، بیگم جان، اسب هفتم خورشید، رهایی، روی دیگر ازدواج، سبهاس چاندرا بوس، تله، شیرزن و حدی اشاره کرد.